# Notiphila sicca
Notiphila sicca är en tvåvingeart som beskrevs av Cresson 1940. Notiphila sicca ingår i släktet Notiphila och familjen vattenflugor. Inga underarter finns listade i Catalogue of Life.